# Escuela al Aire Libre

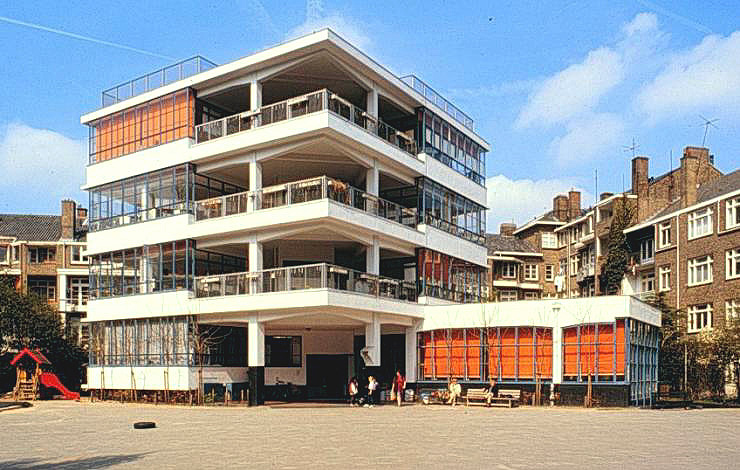
La escuela al aire libre en Ámsterdam-Zuid

La Escuela al Aire Libre , es el nombre de un complejo escolar situado en la ciudad holandesa de Ámsterdam. Fue diseñado y construido por los arquitectos Jan Duiker y Bernard Bijvoet en forma progresiva entre los años 1926 y 1930.

## Anteproyectos
- Los trabajos preparatorios de Jan Duiker y Bernard Bijvoet para la construcción de los edificios comenzaron mucho antes de conocer cual sería el lugar donde se implantaría, buscando una solución que expresara las aspiraciones de Duiker para una sociedad más saludable.[1] El conjunto comprede el edificio docente en si y un bloque de acceso que comprendía un taller ocupacional, 2 viviendas y un aparcamiento para bicicletas. Del edificio se llegaron a hacer hasta 6 anteproyectos, en los que cada vez se depuraba más la forma y se lograba una estructura más estilizada, y de la zona de acceso otras 4 propuestas. Se pensó que su lugar perfecto de implantación sería en medio del campo, pero después de varias controversias con el Ayuntamiento sólo consiguieron, cliente y arquitectos, que les proporcionaran un solar urbano.

## Arquitectura

### Edificio Docente
- El edificio docente tiene cuatro plantas sobre rasante, terraza y sótano. La planta baja está ocupada por el vestíbulo y el gimnasio. Las siguientes plantas están ocupadas por las aulas, unas cerradas y proFusamente iluminadas mediante amplios ventanales y otras al exterior para aprovechar al máximo las radiaciones solares, pues no hay que olvidar que se consideraba la mejor terapia junto con el aire puro de los bosques para combatir las enfermedades pulmonares.[2]
- La combinación de grandes planos de cerramiento blancos con los acristalamientos y las losas en voladizo le convierten en un precedente de la arquitectura blanca de Richard Meier.[3]
- La gran terraza con que se cubre el edificio puede considerarse también como un anticipo del Gimnasio del Colegio Maravillas, de Madrid, de Alejandro de la Sota Martínez[4]
- Siguiendo los principios de la arquitectura modular tan difundidos por Le Corbusier a través de los CIAM, toda la planta del edificio se genera a partir de una cuadrícula de 3 x 3 metros. La estructura es de hormigón armado, con jácenas en retícula, algunas en un estilizado voladizo, que se apoyan en pilares cada 9 metros. Se acabó de construir en 1930.

### Pabellón de Acceso
- Es un edificio de tres plantas, con la administración y dirección, las viviendas para los guardeses y un taller para terapia ocupacional en un cuerpo volado que acentúa lo etéreo de los voladizos del edificio docente, que se encuentran girados 45° respecto a este.

### Actualidad
- El edificio continúa en uso, ahora rodeado por otros edificios de carácter residencial.